# Anyin jezik
Anyin jezik (agni, anyi; ISO 639-3: any), jezik sjeverne skupine bia kojim govori 860 000 ljudi, poglavito u Obali Bjelokosti (610 000; 1993 SIL) u departmanima Abidjan, Aboisso, Abengourou, Agnibilekrou, Bondoukou, Tanda, M’bahiakro, Bongouanou i Daoukro. U Gani ga govori 250 000 ljudi (2003; dijalekt aowin ili brissa, brosa). U Obali Bjelokosti je broj dijalekata znatno veći, to su, viz.: sanvi, indenie, bini, bona, moronou, djuablin, ano, abe, barabo i alangua.
Pripadnici etničke grupe zovi se Agni ili Anyi. U upotrebi su i francuski [fra], jula jezik [dyu] ili akan [aka]. Pismo: latinica.

## Vanjske poveznice
- Ethnologue (14th)
- Ethnologue (15th)